# Sally Falk Moore
Sally Falk Moore (18 de enero de 1924 - 2 de mayo de 2021) fue una antropóloga legal y académica emérita en la Universidad de Harvard. Hizo su mayor trabajo de campo en Tanzania y publicó extensivamente sobre la teoría del cruce cultural, en comparativa legal.
Moore fue entrenada como abogado en la escuela de leyes de Columbia y, después de trabajar en Wall Street, llegó a ser abogado en el Tribunal Militar Internacional en Núremberg durante la investigación de criminales de guerra Nazi. Ella entonces regresó a los EE. UU. y recibió su PhD en antropología en la Universidad de Columbia en 1957. Fue directora de la sección de antropología del departamento de junta de sociología y antropología en la Universidad del Sur de California (1963-1967, 1969-1972) y académica en la Universidad de California en Los Ángeles (1977-1981) y la Universidad Yale (1975-1976) antes de que se uniera a la facultad de la Universidad de Harvard en 1981. Fue decana de la Escuela de Licenciatura en Harvard de 1985 a 1989.  En 2010 fue nombrada académica afiliada de estudios legales internacionales en la Escuela de Derecho de Harvard.

## Publicaciones importantes
- Poder y Propiedad en Perú Inca. Morningside Heights, Nueva York: Prensa Universidad de Columbia, 1958.
- Símbolo y Política en Ideología Comunal: Casos y Preguntas. Con Barbara G. Myerhoff, Prensa Universidad de Cornell, 1975.
- El Chagga y Meru de Tanzania (Encuesta etnográfica de África: Centroáfrica del este). Instituto africano internacional, 1977. ISBN 0-85302-051-5
- Ley Como Proceso: Una Aproximación Antropológica de Londres; Boston: Routledge & K. Paul, 1978. ISBN 0-7100-8758-6, segunda edición, 2000.
- Hechos sociales y Fabricaciones : "Ley de Costumbres" en Kilimanjaro, 1880-1980 (Conferencias de Lewis  Henry Morgan). Prensa Universidad de Cambridge, 1986. ISBN 0-521-31201-9
- Antropología y África: Cambiando Perspectivas en una Escena de Cambios. Charlottesville : Prensa Universidad de Virginia, 1994. ISBN 0-8139-1505-8
- "Las certezas Deshechas: Cincuenta Años Turbulentos de Antropología Legal, 1949-1999, “Conferencia del Memorial Huxley, Revista del Instituto Antropológico Real, Vol.7, Núm. 1, marzo de 2001.
- Ley y Antropología: Un Lector, (editado), Blackwell, 2004. ISBN 1-4051-0228-4
- Moralizando Estados y la Etnografía del Presente. Asociación Antropológica americana, 1993. ISBN 0-913167-60-6
- Introducción al Imperio de Silicio: Ley, Cultura y Comercio, por Michael B. Likosky. Ashgate Publishing, 2005. ISBN 0-7546-2457-9

## Algunos premios
- Premio Ansley, Universidad de Columbia, 1957
- Conferencias Mogan, Universidad de Rochester, 1981
- Medalla de Distinción de la Universidad Barnard, 1987
- Guggenheim, 1995-1996
- Medallista y Conferencista del Memorial Huxley en 1999, por el Instituto Antropológico Real de Londres. Fue la segunda mujer en ser honorada.
- Premio Harry J. Kalven Jr., 2005
- Elegida miembro de la Sociedad Filosófica Estadounidense en 2005

## Estudiante notable
- Craig Calhoun, futuro director de la Escuela de Economía y Ciencias Políticas de Londres desde septiembre de 2012.